# Dracula the Un-dead
Dracula the Un-dead é um romance de terror lançado em 2009 como uma continuação do clássico Drácula, de Bram Stoker, publicado originalmente em 1897. O livro foi escrito por Dacre Stoker, sobrinho-bisneto de Bram Stoker, e Ian Holt. Anteriormente, Holt havia trabalhado como roteirista de filmes de terror lançados diretamente em DVD, enquanto Stoker atuava como técnico de atletismo.
No posfácio do romance, os autores comentam sobre as diversas alterações feitas aos eventos do livro original, justificando essas mudanças pelas muitas inconsistências presentes na obra de 1897 e pelo desejo da família Stoker de reafirmar o controle sobre as histórias envolvendo Drácula.